# Carl Hecker
Carl Hecker (auch in der Schreibweise Karl Hecker) (* 22. September 1795 in Elberfeld (heute Stadtteil von Wuppertal); † 17. März 1873 in Bonn) war Kaufmann in Elberfeld.

## Leben
Carl Heckers Vater, Christoph Johann Kaspar Hecker, stammte aus einer Hattinger Bürgerfamilie und kam in seinen Lehrjahren nach Elberfeld. Er heiratete 1790 Johanna Katharina Schlieper, die aus einer Elberfelder Kaufmannsfamilie stammte. Mit seinem Schwager, Peter Wilhelm Schlieper, gründete er 1818 die Seidenfärberei und Druckerei Schlieper & Hecker, die sich 1826 mit der Bandfabrik Gebrüder Bockmühl zu der neuen Kattundruckerei Gebrüder Bockmühl, Schlieper & Hecker verband. In diese Firma trat Carl Hecker 1828 als Teilhaber seines Vaters ein. Zuvor heiratete Hecker 1821 Johanna Theodora Wilberg (1800–1855), Tochter des Pädagogen Johann Friedrich Wilberg.
Neben seiner unternehmerischen Tätigkeit widmete sich Hecker zunehmend öffentlichen Ämtern. 1831 wurde er neben Feldmann-Simons zum Mitbegründer des ersten Elberfelder Bürgervereins und war Verwalter bei der Centralwohltätigkeitsanstalt. Im Januar wurde er zum Mitglied der Handelskammer von Elberfeld und Barmen, fünf Jahre später im April 1840 zu deren Präsident mit 8 von 13 Stimmen gewählt. Er wurde dadurch der „Präsident der großen Krise“, die sich Anfang der 1840er Jahre im Tal der Wupper ausbreitete. In diesen Jahren war Hecker auch Konsul der Vereinigten Staaten und Direktionsmitglied der Bergisch-Märkischen Eisenbahngesellschaft geworden.
Als Hecker am 4. Juli 1843 beim „Köln-Düsseldorfer Verbrüderungsfest“ einen Trinkspruch auf das „Rheinische Recht“ ausbrachte, kam es zu „tumultuarischen“ Begeisterungskundgebungen, die schließlich zum Abbruch der Veranstaltung führten. 
Nachdem das Barmer Kammermitglied Johann Schuchard ihn öffentlich in der Presse wegen seiner politischen Einstellung als Vertreter des extremen Liberalismus angegriffen und in diesem Zusammenhang Amtsmissbrauch vorgeworfen hatte, trat Hecker im Januar 1847 als Präsident und Mitglied der Kammer zurück. Er war in seiner Ehre so sehr getroffen, dass er trotz einer Vertrauenserklärung und Zurückweisung der Angriffe gegen ihn seine Konsequenzen zog.
Zum stellvertretenden Kreistagsabgeordneten und Stadtrat wurde er als Führer der liberalen Linken 1846 gewählt. Hecker stellte 1847 den Antrag, eine Petition an den Provinziallandtag zu senden, in dem er eine konstitutionelle Verfassung forderte. Nachdem die Zensur an seinem Antrag erhebliche Streichungen vornahm, stellte er einen neuen Antrag, die Bürgerschaft zu den Gemeinderatsversammlungen zuzulassen. Dieser Antrag wurde jedoch abgelehnt, was ihn zu höherer politischer Aktivität veranlasste, wodurch er zum führenden Mitglied des inzwischen gegründeten Politischen Clubs wurde, der die Anschauungen des entschiedenen Liberalismus vertrat. Als der Elberfelder Aufstand im Mai 1849 ausbrach, trat er als Stadtrat dem Sicherheitsausschuss bei, dem die Führung der Stadt oblag. Obwohl Hecker bei dem Aufstand eine gemäßigte Haltung einnahm, verfiel er der Ächtung. Am 5. November 1849 wurde er durch königlichen Erlass für unfähig erklärt, für die Gemeindevertretung zu wirken.
Hecker schied 1851 aus der Firma Gebrüder Bockmühl, Schlieper & Hecker aus und siedelte nach Bonn über, wo er im Ruhestand im Alter von 78 verstarb.